# Supertaça Cândido de Oliveira 2013
La Supertaça Cândido de Oliveira 2013 è stata la 36ª edizione di tale competizione, la 13ª a finale unica. È stata disputata il 10 agosto 2013 allo Stadio comunale di Aveiro. La sfida ha visto contrapposte il Porto, vincitore della Primeira Liga 2012-2013, e il Vitória Guimarães, trionfatore nella Taça de Portugal 2012-2013.
A conquistare il trofeo, per la ventesima volta nella storia, è stato il Porto, che si è imposto sul Vitória Guimarães per 3-0.

## Tabellino
| Arbitro: | Artur Soares Dias |

|                                   |           |  |
| Licá 5’ Martínez 17’ González 45’ | Marcatori |  |

| Porto | Vitória SC |

### Formazioni
| Porto           |    |                    |  |     |
|                 |    |                    |  |     |
| P               | 1  | Hélton             |  |     |
| D               | 5  | Jorge Fucile       |  |     |
| D               | 22 | Eliaquim Mangala   |  |     |
| D               | 30 | Nicolás Otamendi   |  |     |
| D               | 26 | Alex Sandro        |  |     |
| C               | 25 | Fernando           |  |     |
| C               | 3  | Lucho González (c) |  |     |
| C               | 35 | Steven Defour      |  | 76’ |
| A               | 17 | Silvestre Varela   |  | 63’ |
| A               | 19 | Licá               |  | 87’ |
| A               | 9  | Jackson Martínez   |  |     |
| A disposizione: |    |                    |  |     |
| P               | 24 | Fabiano            |  |     |
| D               | 4  | Maicon             |  |     |
| C               | 8  | Josué              |  | 63’ |
| C               | 16 | Héctor Herrera     |  |     |
| C               | 10 | Juan Quintero      |  | 76’ |
| A               | 11 | Nabil Ghilas       |  |     |
| A               | 28 | Kelvin             |  | 87’ |
| Allenatore:     |    |                    |  |     |
| Paulo Fonseca   |    |                    |  |     |

| Vitória Guimarães |    |                   |     |     |
|                   |    |                   |     |     |
| P                 | 1  | Douglas (c)       |     |     |
| D                 | 23 | Pedro Correia     |     |     |
| D                 | 3  | Josué             |     |     |
| D                 | 15 | Paulo Oliveira    |     |     |
| D                 | 30 | David Addy        |     |     |
| C                 | 6  | Moreno            | 81’ |     |
| C                 | 11 | André André       |     | 76’ |
| C                 | 50 | Rafael Crivellaro |     | 46’ |
| A                 | 7  | Marco Matias      |     |     |
| A                 | 10 | Jean Barrientos   |     |     |
| A                 | 22 | Tomané            |     | 46’ |
| Substitutes:      |    |                   |     |     |
| P                 | 13 | Assis             |     |     |
| D                 | 2  | Freire            |     |     |
| D                 | 5  | Luís Rocha        |     |     |
| C                 | 17 | Hernâni           |     |     |
| C                 | 18 | Leonel Olímpio    |     | 46’ |
| A                 | 19 | Ricardo Gomes     |     | 76’ |
| A                 | 22 | Moussa Maâzou     |     | 46’ |
| Manager:          |    |                   |     |     |
| Rui Vitória       |    |                   |     |     |